# 新江古田站
新江古田站（日语：／ Shin-egota eki */?）是位於日本東京都中野區江原町二丁目，屬於東京都交通局（都營地下鐵）大江戶線的鐵路車站。車站編號是E 34。
站址位於中野區與練馬區的邊界線上。
車站大堂設置了中野區與練馬區雙方的公關報紙架，分配兩區的公關報紙。另外，月台也有標示邊界線。

## 歷史
- 1997年（平成9年）12月19日：本站開業。
- 2000年（平成12年）4月20日：都營12號線改稱大江戶線。

### 站名相關
本站站名的念法是採用當地舊地名江古田（えごた，Egota）的讀音。。
但是，練馬區的西武鐵道池袋線江古田站讀音則是「えこだ（Ekoda）」。請參照西武池袋線江古田站與「江古田」的念法。
本站開業前的臨時站名為豐玉。

## 車站構造
島式月台1面2線的地下車站。
大江戶線當初規畫使用大型20公尺車輛10輛編組時，曾研究設置急行班次。當時站配線為相對式2面3線，中央為通過線。之後在取消使用大型車輛後，月台配置也改為島式1面2線。

### 月台配置
| 月台 | 路線     | 目的地                                   |
| ---- | -------- | ---------------------------------------- |
| 1    | 大江戶線 | 都廳前、六本木、（都廳前轉乘）飯田橋方向 |
| 2    | 大江戶線 | 練馬、光丘方向                           |

（來源：都營地下鐵:車站構內圖 （页面存档备份，存于））

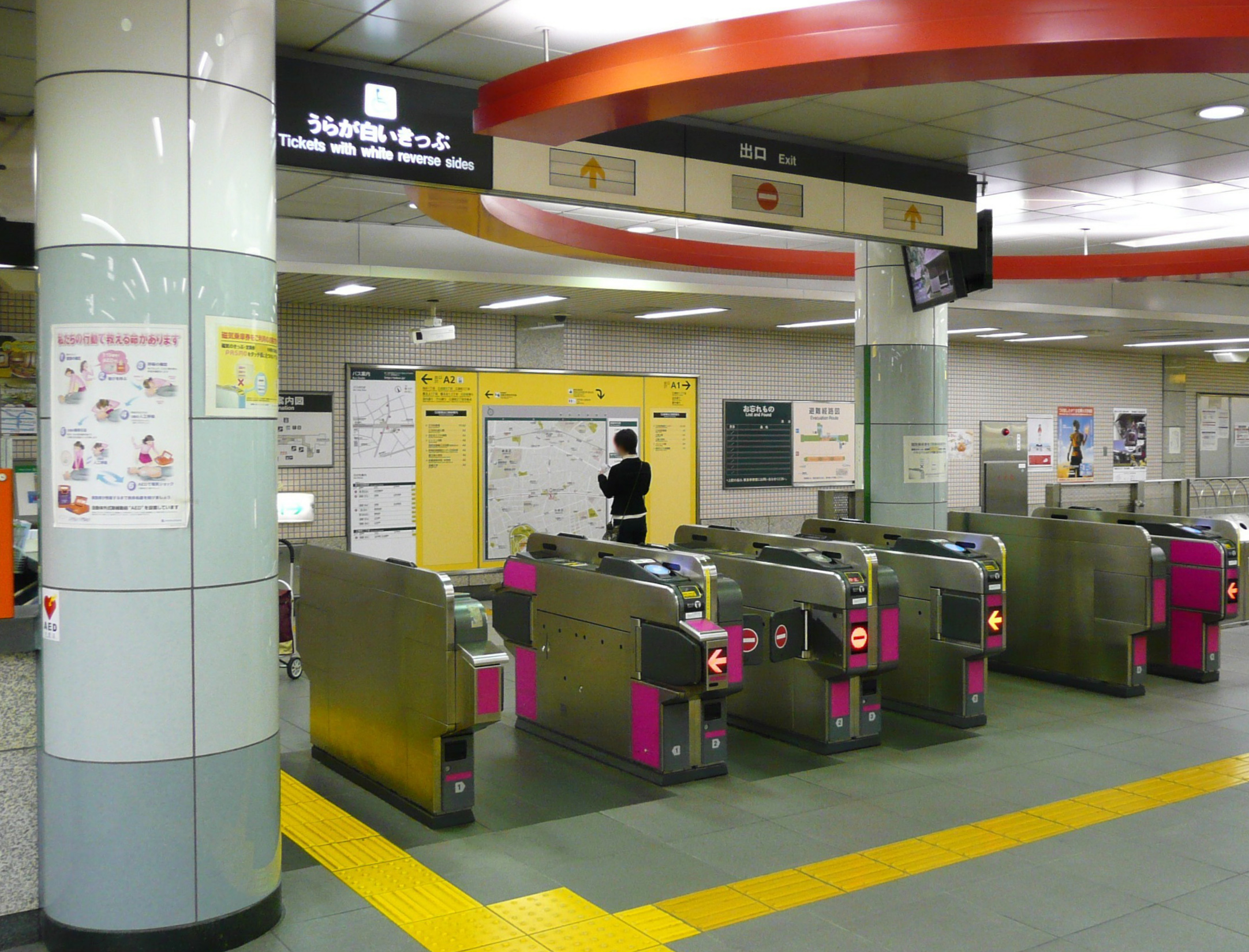
車站剪票口
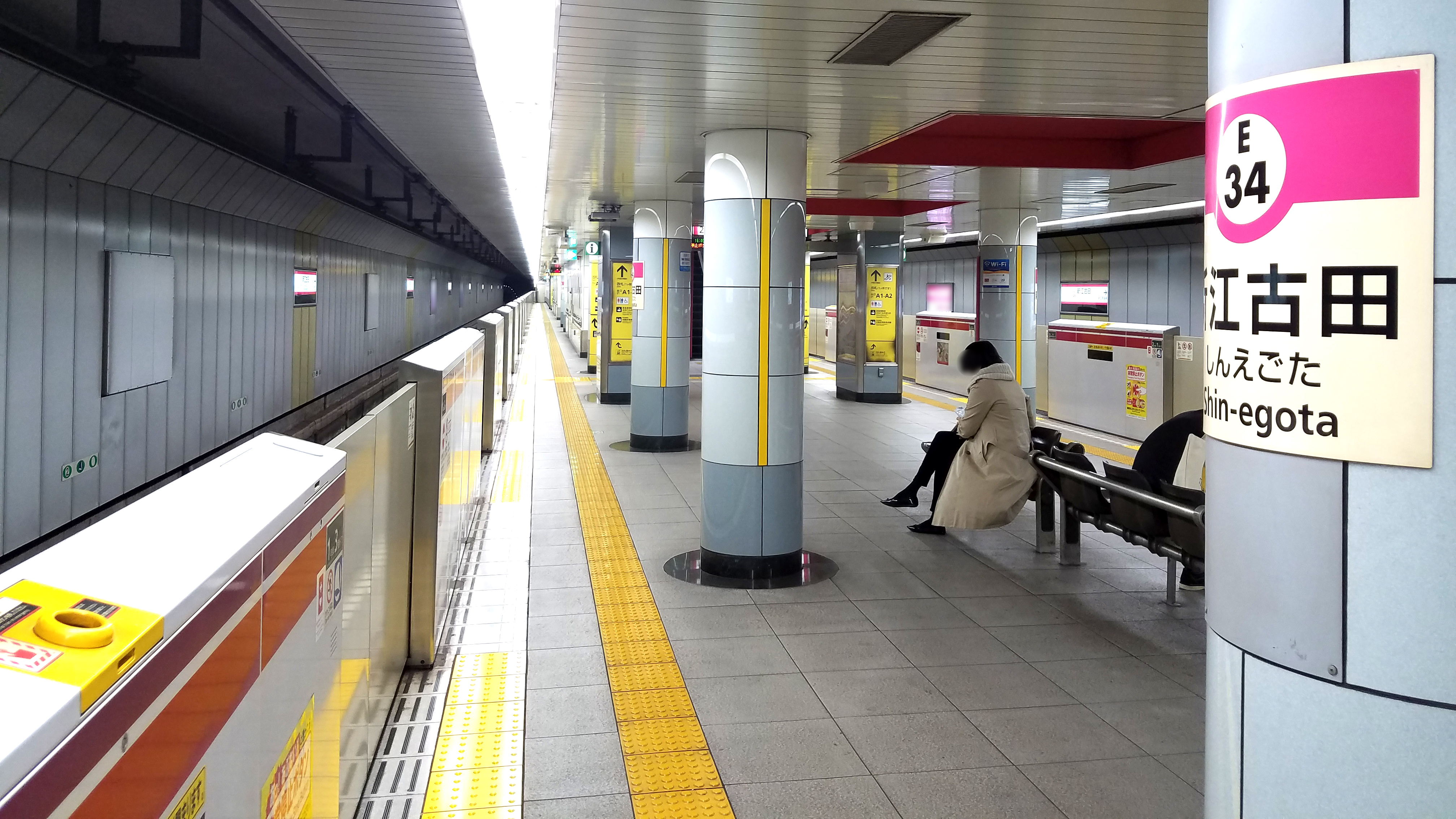
車站月台

## 利用狀況
2017年度1日平均上下車人次為28,035人（上車人次14,120人、下車人次13,915人）。
開業以來1日平均上下車、上車人次變化如下表。
| 年度               | 1日平均 上下車人次 | 1日平均 上車人次 | 來源     |
| ------------------ | ------------------ | ---------------- | -------- |
| 1997年（平成09年） |                    | 4,330            | [ * 1 ]  |
| 1998年（平成10年） |                    | 5,523            | [ * 2 ]  |
| 1999年（平成11年） | 11,893             | 6,243            | [ * 3 ]  |
| 2000年（平成12年） | 14,145             | 7,413            | [ * 4 ]  |
| 2001年（平成13年） | 16,724             | 8,871            | [ * 5 ]  |
| 2002年（平成14年） | 18,068             | 9,379            | [ * 6 ]  |
| 2003年（平成15年） | 19,021             | 9,779            | [ * 7 ]  |
| 2004年（平成16年） | 19,922             | 10,297           | [ * 8 ]  |
| 2005年（平成17年） | 21,453             | 11,074           | [ * 9 ]  |
| 2006年（平成18年） | 22,106             | 11,406           | [ * 10 ] |
| 2007年（平成19年） | 23,120             | 11,828           | [ * 11 ] |
| 2008年（平成20年） | 23,059             | 11,736           | [ * 12 ] |
| 2009年（平成21年） | 23,171             | 11,775           | [ * 13 ] |
| 2010年（平成22年） | 22,932             | 11,623           | [ * 14 ] |
| 2011年（平成23年） | 22,697             | 11,524           | [ * 15 ] |
| 2012年（平成24年） | 23,909             | 12,104           | [ * 16 ] |
| 2013年（平成25年） | 24,680             | 12,473           | [ * 17 ] |
| 2014年（平成26年） | 24,962             | 12,579           | [ * 18 ] |
| 2015年（平成27年） | 25,572             | 12,885           | [ * 19 ] |
| 2016年（平成28年） | 27,045             | 13,623           | [ * 20 ] |
| 2017年（平成29年） | 28,035             | 14,120           |          |

## 車站周邊
- 江古田之森公園（日语：江古田の森公園）
  - 健貢會東京醫院
- 練馬綜合醫院（日语：練馬総合病院）－步行14分
- 練馬豐玉中郵便局
- 武藏大學－步行7分
- 武藏中學校、高等學校（日语：武蔵中学校・高等学校）－步行7分
- 日本大學藝術學部－步行12分
- 武藏野音樂大學－步行16分
- 聖書基督教會（日语：聖書キリスト教会）
- 目白通（東京都道8號千代田練馬田無線）
- 江古田站（西武池袋線、往北步行10分）

### 巴士路線
中12、白61系統的「江原町二丁目」在本站開業時改稱為「新江古田站」。中41系統往江古田站方向的「江原町二丁目」則持續使用。
月台編號是參考都營巴士官方網站「tobus.jp」及關東巴士官方網站「関東バスナビ」，為虛擬編號，實際上未使用。
（西武）乘車處1
- 練48：經練馬站北口往大泉學園站北口（班次少）（西武巴士）

（關東）乘車處2
- 中12：經江原中野通、新井藥師前站、中野五丁目往中野站
- 中28：經 江古田の森（日语：江古田の森公園）、大下橋、北野神社往中野站
- 中41：經丸山營業所、新井藥師前站、北野神社往中野站
- 中43：經丸山営業所、大下橋、北野神社往中野站（平日僅有深夜巴士）
- 中41：經江古田三丁目往丸山營業所（有深夜巴士）

（都營）乘車處4、（關東）乘車處1
- 白61]]：往練馬車庫前、往練馬站（班次少）（都營巴士）
- 中12・中28・中41：往江古田站、深夜巴士中41經武藏大學往江古田站（關東巴士）

## 相鄰車站
都營地下鐵
 大江戶線
落合南長崎（E 33）－新江古田（E 34）－練馬（E 35）

### 來源
東京都統計年鑑
1. ↑  .   [2017-06-01]. （原始内容存档于2016-03-04）.
2. ↑  東京都統計年鑑（平成10年）PDF
3. ↑  東京都統計年鑑（平成11年）PDF
4. ↑  .   [2017-06-01]. （原始内容存档于2016-03-04）.
5. ↑  .   [2017-06-01]. （原始内容存档于2016-03-04）.
6. ↑  .   [2017-06-01]. （原始内容存档于2017-07-29）.
7. ↑  .   [2017-06-01]. （原始内容存档于2017-07-29）.
8. ↑  .   [2017-06-01]. （原始内容存档于2017-07-29）.
9. ↑  .   [2017-06-01]. （原始内容存档于2017-07-29）.
10. ↑  .   [2017-06-01]. （原始内容存档于2017-07-29）.
11. ↑  .   [2017-06-01]. （原始内容存档于2017-07-29）.
12. ↑  .   [2017-06-01]. （原始内容存档于2017-07-29）.
13. ↑  .   [2017-06-01]. （原始内容存档于2016-03-26）.
14. ↑  .   [2017-06-01]. （原始内容存档于2016-03-27）.
15. ↑  .   [2017-06-01]. （原始内容存档于2016-03-25）.
16. ↑  .   [2017-06-01]. （原始内容存档于2016-03-27）.
17. ↑  .   [2017-06-01]. （原始内容存档于2016-03-22）.
18. ↑  .   [2017-06-01]. （原始内容存档于2017-07-30）.
19. ↑  .   [2019-02-26]. （原始内容存档于2018-11-09）.
20. ↑  .   [2019-02-26]. （原始内容存档于2019-05-02）.

## 外部連結
- 新江古田 - 東京都交通局